# Europacup I hockey vrouwen 1993
De 20ste editie van de Europacup I voor vrouwen werd gehouden van 28 tot en met 31 mei 1993 in Brussel.
De hockeydames van Rüsselsheimer RK wonnen het toernooi door Amsterdam H&BC na strafballen te verslaan.

## Uitslag poules

### Uitslag poule A
1. Amsterdam H&BC (9)
2. Slough HC (6)
3. Club de Campo (3)
4. Cardiff Athletic (0)

### Uitslag poule B
1. Rüsselsheimer RK (9)
2. Glasgow Western (6)
3. Stade Français (3)
4. Royal Léopold (0)

## Poulewedstrijden

### Vrijdag 28 mei 1993
- A Amsterdam - Cardiff 3-0 (1-0)
- A Slough - Campo de Madrid 1-0 (1-0)
- B Rüsselsheimer - Stade Français 3-0 (2-0)
- B Glasgow - Royal Léopold 5-0 (3-0)

### Zaterdag 29 mei 1993
- A Amsterdam - Campo de Madrid 1-0 (1-0)
- A Slough - Cardiff 5-0 (2-0)
- B Rüsselsheimer - Royal Léopold 5-0 (2-0)
- B Glasgow - Stade Français 5-0 (1-0)

### Zondag 30 mei 1993
- A Amsterdam - Slough 1-0 (1-0)
- A Campo de Madrid - Cardiff 2-2 (1-1)
- B Rüsselsheimer - Glasgow 2-1 (2-0)
- B Stade Français - Royal Léopold 3-1 (1-0)

## Finales

### Maandag 31 mei 1993
- 4A - 3B Cardiff - Royal Léopold 4-1 (3-0)
- 3A - 4B Campo de Madrid - Stade Français 3-0 (1-0)
- 2A - 2B Slough - Glasgow Western 1-1 (1-1) (Slough wns)
- 1A - 1B Amsterdam - Rüsselsheimer 1-1 (0-0) (Russelsheimer wns)

## Einduitslag
1.  Rüsselsheimer RK 

2.  Amsterdam H&BC 

3.  Slough HC 

4.  Glasgow Western 

5.  Club de Campo 

5.  Stade Français 

7.  Cardiff Athletic 

7.  Royal Léopold Club 